# Pedro de Montesdoca
Pedro de Montesdoca (Sevilla, Moguer, 1609)[cita requerida] fue un capitán y poeta sevillano que emigró a Perú. 

## Biografía
Fue hijo del impresor Martín de Montesdoca y de Elvira de Montesdoca. Su padre fue tipógrafo desde 1553 hasta 1570. Su primera obra impresa fue Crónica del Perú (1553) de Pedro Cieza de León. Martín de Montesdoca imprimió en Sevilla obras profanas y musicales, además de editar obras religiosas. 
Pedro de Montesdeoca pasó a América en 1576. En Perú disfrutó de una encomienda en Sama. Pedro de Montesdoca contrajo matrimonio con doña Isabel de Grimaldo y tuvieron dos hijos, Pedro y María. Además de residir en Sama, vivieron en Arequipa y la Villa de Camaná.
En cuanto a la literatura en Perú, Montesdoca estuvo relacionado con la mayoría de los ingenios americanos referidos en el “Canto de Calíope” de Miguel de Cervantes. Estuvo en Huánuco, donde se encontraba Diego Aguilar y Córdoba. En Huancavelica se relacionó con Enrique Garcés. En Arequipa conoció a Martínez de Ribera y a don Alonso Picado. En Lima se vinculó con poetas contemporáneos como Alonso de Estrada (relacionado con Mosqueda), un sevillano que podría ser familiar suyo por el apellido Vizcarra. En Perú mantuvo una vida prestigiosa y de reconocimiento social. 
En 1580 regresó a España para llevar a cabo ciertos negocios de su tío el licenciado Vizcarra, y en el año de 1581 Montesdoca se establece en Sevilla. En su estancia en España se relacionó con los poetas sevillanos y madrileños, entre ellos Miguel de Cervantes “a quien informaría sobre el desarrollo que había alcanzado la literatura en el Perú”. La amistad con Cervantes trascendió más allá del ámbito literario pues en recientes documentos descubiertos se revela que Montesdoca fue padrino de velación en el matrimonio de Cervantes con Catalina de Salazar y Palacios.
En 1585, en el “Canto de Calíope” de Miguel de Cervantes menciona que “el indiano” (como se le conoce dentro del grupo de ingenios) había radicado primeramente en “el famoso insigne valle que baña el limar”, esto es, en la capital del virreinato, Lima: 

Este mesmo famoso insigne valle

un tiempo al Betis usurpar solía

un nuevo Homero, a quien podemos dalle

la corona de ingenio y gallardía.

Las Gracias le cortaron a su talle,

y el cielo en todas lo mejor le envía;

éste, ya en vuestro Tajo conoscido,

Pedro Montesdoca es su apellido.

En 1588, Montesdeoca está en Madrid preparando su vuelta a América: “En el año de 1588 Montesdoca parece hallarse en la capital, pues al solicitar licencia del Rey para volver al Perú, hace referencia a "esta corte", aludiendo a la de Madrid. De allí se dirigió a Sevilla para preparar su viaje de regreso al Perú”. Cuando don Pedro de Montesdoca volvió a Lima, los elogios a su persona se habían multiplicado y era reconocido en España y en Las Indias. Su cercanía con los círculos literarios españoles influyeron en la creación de “La academia limeña” la cual recibiría el nombre de “Academia Antártica”, la cual estuvo vigente en Lima en la última década del siglo XVI y la primera década del siglo XVII. A esta academia atendían poetas como Diego Dávalos Figueroa, Miguel Cabello Balboa, Francisco de Figueroa, Pedro de Oña, entre otros. En la incipiente Academia Antártica se realizaban competencias literarias, algunos escritos hacen referencia a la rivalidad entre Pedro de Montesdoca y el capitán don Juan de Salcedo por el amor de una dama que participaba en las reuniones de nombre Clarinda. En las octavas que Vicente Espinel dedicó a Montesdoca en 1591 se refiere a ciertos agravios que recibió este poeta a partir de sus relaciones literarias con la incógnita dama. A este respecto, se ha dicho que “Este incidente originó, probablemente, el retiro de Don Pedro de la Ciudad de los Reyes para ocupar el cargo de Corregidor de Characato y Vítor”.   
Hacia 1608, ya muy anciano y enfermo, el indiano debió regresar a Moguer, en España, donde otorgó su testamento y falleció un año después.